# بتلیخ (شهرستان)
بتلیخ (به روسی: Ботлихский район) شهرستانی است در جمهوری داغستان روسیه. مرکز اداری این شهرستان دهکدهٔ بتلیخ است. این شهرستان در سال ۱۹۲۹ بر پا شده و دارای ۲۰ بخش می‌باشد. فرماندار آن ماگمد مالایویچ پاتوخلایف است. مساحت این شهرستان ۵۰۰ کیلومتر مربع است.